# Emprenedoria social

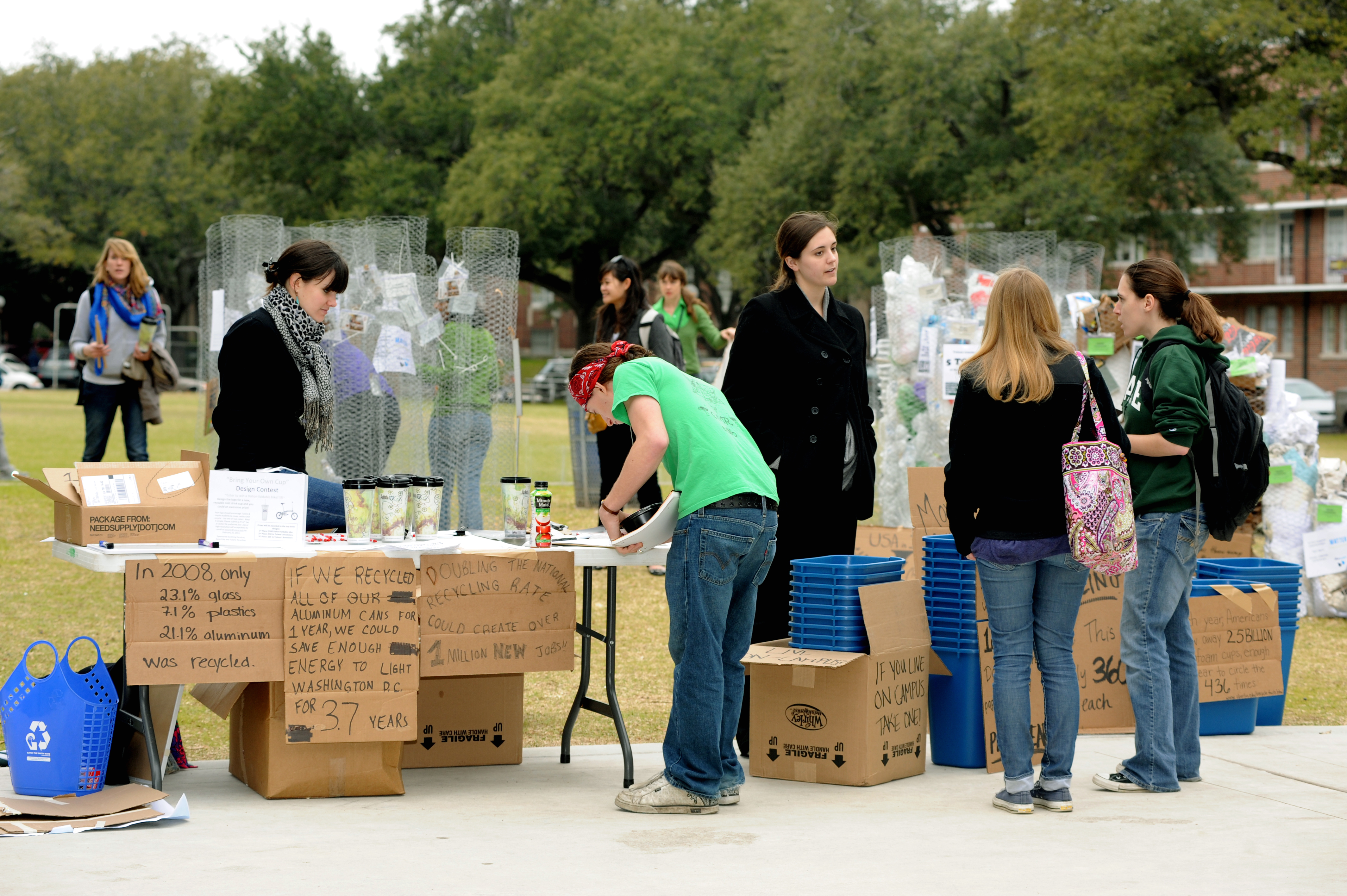
Els estudiants organitzadors del Green Club del Newcomb College Institute van crear una organització d’emprenedoria social el 2010 que tenia com a objectiu animar les persones a reduir residus i viure d’una manera més conscient del medi ambient.

L'emprenedoria social és un enfocament de persones, grups, empreses de nova creació o emprenedors, en el qual desenvolupen, financen i implementen solucions a problemes socials, culturals o mediambientals. Aquest concepte es pot aplicar a una àmplia gamma d'organitzacions, que varien en mida, objectius i creences. Els emprenedors amb ànim de lucre solen mesurar el rendiment mitjançant mètriques empresarials com el benefici, la xifra de negoci i l'augment dels preus de les accions. Tanmateix, els emprenedors socials no tenen ànim de lucre o combinen objectius amb finalitats de lucre amb generar un "retorn a la societat" positiu. Per tant, utilitzen mètriques diferents. L'emprenedoria social acostuma intentar ampliar els objectius socials, culturals i mediambientals sovint associats al tercer sector en àrees com la reducció de la pobresa, l'atenció sanitària i el desenvolupament comunitari.
De vegades, es poden constituir empreses socials amb ànim de lucre per donar suport als objectius socials o culturals de l'organització, però no com a finalitat en si mateixes. Per exemple, una organització que té com a objectiu proporcionar habitatge i ocupació a les persones sense llar pot gestionar un restaurant, tant per recaptar diners com per proporcionar ocupació a les persones sense llar.
A la dècada de 2010, l'emprenedoria social va ser facilitada per l'ús d'Internet, en particular les xarxes socials. Aquests llocs web permeten als emprenedors socials arribar a nombroses persones que no estan geogràficament properes i que comparteixen els mateixos objectius i animar-les a col·laborar en línia, a conèixer els problemes, a difondre informació sobre els esdeveniments i activitats del grup i recaptar fons mitjançant el micromecenatge.
En els darrers anys, els investigadors demanen una millor comprensió de l'ecosistema en què es desenvolupa l'emprenedoria social i de les empreses socials. Això els ajudarà a formular una millor estratègia i a ajudar a assolir el seu objecte de doble bottom line.

## Definició moderna

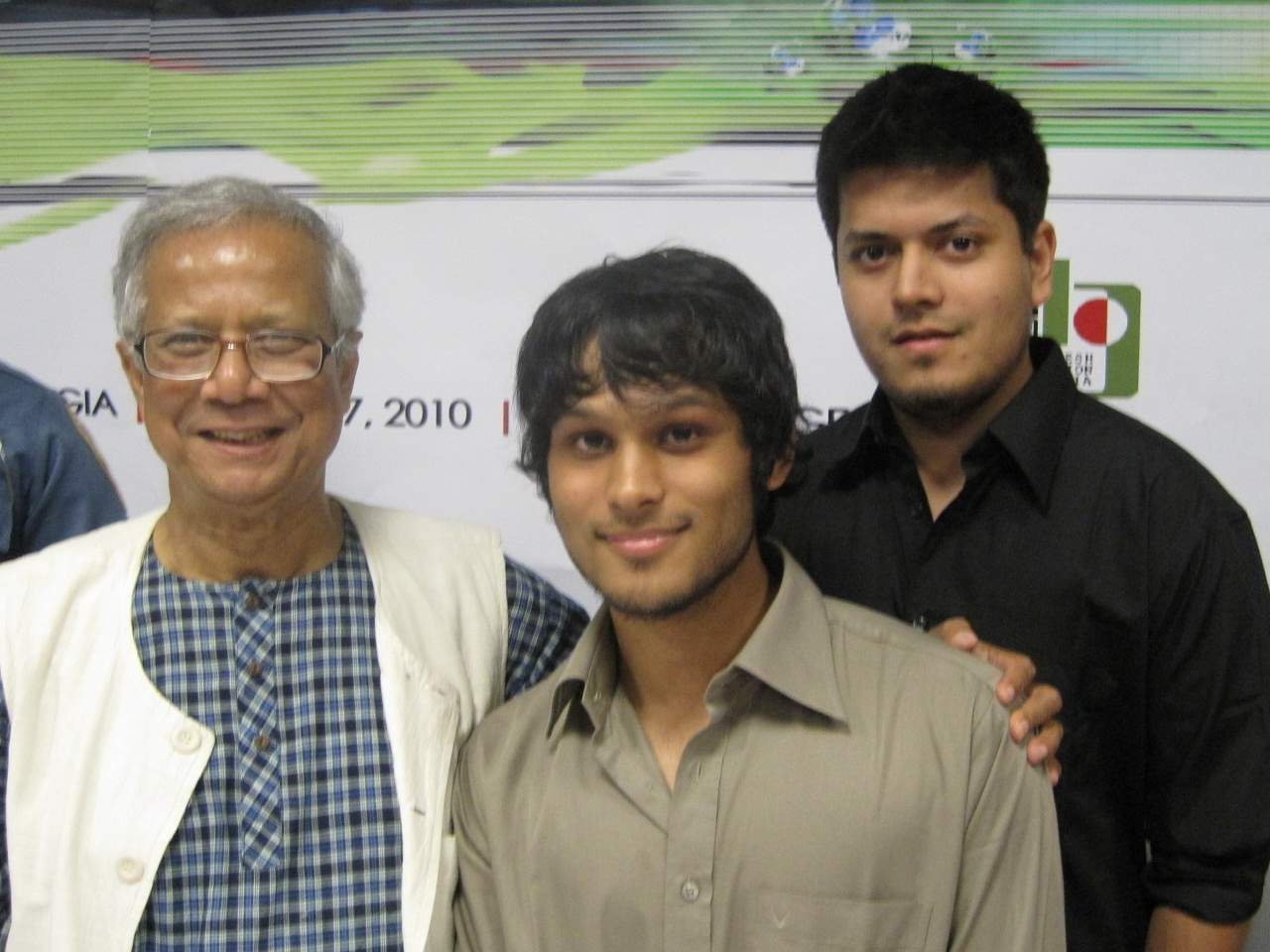
Fundador del Grameen Bank i premi Nobel de la pau, Muhammad Yunus (esquerra), amb dos joves emprenedors socials (dreta)

El concepte d’emprenedoria social va sorgir als anys vuitanta del s. XX i des de llavors no ha parat d'agafar més embranzida. Malgrat aquest fet, després de dècades d’esforços per trobar un terreny comú per definir el concepte, no s'ha assolit cap consens. La dinamitat de l'objecte i la multiplicitat de la lent conceptual utilitzada pels investigadors ha impossibilitat la seva fotografia. Els erudits tenen diferents antecedents i referents acadèmics, de manera que acaben generant una gran disparitat de conceptualitzacions. Un grup d’autors per exemple se centra en la persona de l'emprenedor, sent-ne el seu màxim exponent l'autor J.G. Dees, que argumenta que l'emprenedoria social és el resultat i la creació d’un líder especialment creatiu i innovador.
Els emprenedors socials poden tenir diversos tipus d'estudis, que van des del treball social i el desenvolupament comunitari fins a l'emprenedoria i les ciències ambientals. Per aquest motiu, és difícil determinar qui és un emprenedor social sota aquesta òptica. David Bornstein fins i tot ha utilitzat el terme "innovador social" indistintament amb l'emprenedor social, a causa de les estratègies creatives i no tradicionals que fan servir molts emprenedors socials. Per a una definició més clara del que comporta l'emprenedoria social, altres grups d'autors proposen que cal establir la seva funció a part de les activitats voluntàries i orientades a la caritat i identificar els límits dins dels quals operen els emprenedors socials. Alguns acadèmics han defensat restringir el terme als fundadors d’organitzacions que es basen principalment en obtenir ingressos directament dels clients o consumidors, més que no pas d'ingressos per donacions o subvencions. Altres han ampliat això per incloure treballs contractats per administracions públiques, mentre que altres segueixen incloent subvencions i donacions.
L'emprenedoria social a la societat moderna ofereix una forma altruista d’emprenedoria que se centra en els beneficis que la societat pot obtenir. En poques paraules, l'emprenedoria es converteix en un esforç social quan transforma el capital social d’una manera que afecta positivament a la societat. Es considera avantatjós perquè l’èxit de l'emprenedoria social depèn de molts factors relacionats amb l’impacte social que les empreses tradicionals no prioritzen. Els emprenedors socials reconeixen els problemes socials immediats, però també busquen entendre el context més ampli d’un problema que combina disciplines, camps i teories diferents. Obtenir una comprensió més àmplia de com es relaciona un problema amb la societat permet als emprenedors socials desenvolupar solucions innovadores i mobilitzar els recursos disponibles per impactar globalment en la societat. A diferència de les empreses corporatives tradicionals, les empreses d’emprenedoria social se centren en maximitzar els guanys en satisfacció social, en lloc de maximitzar els guanys econòmics. Tant actors públics com privats de tot el món han dut a terme iniciatives de milions d’euros per apoderar comunitats i persones desvalgudes. Aquest suport d’organitzacions de la societat, com ara agències d’ajuda governamental o empreses privades, pot catalitzar idees innovadores per arribar a un públic més ampli, de forma que l'emprenedoria social es combina amb els seus esforços.
Entre les personalitats destacades associades a l'emprenedoria social hi ha el pakistanès Akhter Hameed Khan i el bangladeshià Muhammad Yunus, líder de l'emprenedoria social al sud d’Àsia. Yunus va ser el fundador del Grameen Bank, que va ser pioner en el concepte de microcrèdit per donar suport als emprenedors innovadors de diversos països en desenvolupament d'Àsia, Àfrica i Amèrica Llatina. Va rebre el premi Nobel de la Pau pels seus esforços. Altres personalitats, com l'exalcalde d'Indianapolis, Stephen Goldsmith, han advocat pels esforços socials a nivell local utilitzant el sector privat per proporcionar serveis a la ciutat.

## Característiques
Bill Drayton va fundar Ashoka el 1980, una organització d'àmbit mundial que dona suport als emprenedors socials de cada país. Drayton diu als seus empleats que busquin quatre qualitats: creativitat, qualitat emprenedora, impacte social de la idea i fibra ètica. La creativitat té dues parts: la fixació d’objectius i la resolució de problemes. Els emprenedors socials són prou creatius per tenir una visió del que volen que passi i de com fer-ho. Al seu llibre The Power of Unreasonable People, John Elkington i Pamela Hartigan identifiquen per què, segons ells, els emprenedors socials no són 'raonables'. Argumenten en positiu que aquests homes i dones busquen beneficis en la producció social on altres no n'esperarien veure. També ignoren, segons els autors, les proves que suggereixen que les seves empreses fracassaran i en canvi intentaran mesurar els resultats d'una manera que ningú més no ho fa habitualment. Sobre això, la Fundació Schwab diu que els emprenedors tenen "un zel de mesurar i controlar el seu impacte. Els emprenedors tenen alts estàndards, sobretot en relació amb els esforços de la seva pròpia organització i en resposta a les comunitats amb les quals participen. Les dades, tant quantitatives com qualitatives, són les seves eines clau, que guien la retroalimentació i la millora continuada".
La qualitat emprenedora es basa en la creativitat. Els emprenedors no només tenen una idea que han d’implementar, sinó que saben implementar-la i són realistes en la visió d’implementar-la. Drayton diu que "els emprenedors tenen al cap la visió de com de diferent serà la societat quan la seva idea estigui en funcionament i no poden parar fins que aquesta idea no només estigui en marxa en un lloc, sinó que ho estigui a tot el món". Això es manifesta a través d’una idea clara de com creuen que serà el futur i d’un impuls per fer-ho realitat. A més, els emprenedors no estan satisfets amb l'statu quo; volen un canvi saludable. Aquest procés de transformació s'ha descrit com la creació de desequilibris del mercat mitjançant la conversió d’actius antagònics en complementarietats.
L'impacte social de la idea mesura si la idea en si mateixa podrà causar canvis un cop desaparegui el fundador original. Si una idea té un valor intrínsec, un cop implementada provocarà canvis fins i tot sense el carismàtic lideratge del primer emprenedor. Una de les raons per les quals aquests emprenedors es diu que no són 'raonables' és que normalment no estan qualificats per a totes les tasques que assumeixen. La majoria dels emprenedors no han estudiat les habilitats necessàries per implementar les seves idees. Per compensar-ho, saben envoltar-se d'un equip de persones qualificades complementàries. És la idea la que atrau aquest equip i la que ha de permetre'n la viabilitat.
La fibra ètica és important perquè els líders que estan a punt de canviar el món han de ser fiables. Drayton va descriure el següent als seus empleats, suggerint-los que s'imaginessin una situació que els espantés i tot seguit s'imaginessin el candidat amb ells en aquesta situació. Si se senten còmodes en aquest escenari, aleshores l'empresari té fibra ètica. Un atribut distintiu dels emprenedors és que poques vegades reconeixen fer canvis per si sols. Insisteixen que el canvi que han provocat es deu a tothom que els envolta. També solen ser conduïts per l'emoció; no intenten principalment obtenir beneficis, sinó abordar el patiment. Muhammad Yunus diu sobre aquesta característica: "Ell (o ella) competeix al mercat amb la resta de competidors, però s'inspira en un conjunt d'objectius socials. Aquesta és la raó bàsica per estar-hi".

## Desafiaments
Com que el món de l'emprenedoria social és relativament nou, hi ha molts desafiaments als quals s'enfronten els que aprofundeixen en el camp. En primer lloc, els emprenedors socials intenten predir, abordar i respondre de manera creativa a problemes futurs. A diferència de la majoria d’emprenedors empresarials, que aborden les deficiències actuals del mercat, els emprenedors socials aborden qüestions hipotètiques, invisibles o sovint menys investigades, com ara la superpoblació, les fonts d’energia no sostenibles i l'escassetat d’aliments. Fundar empreses socials d’èxit en solucions merament hipotètiques pot resultar gairebé impossible, ja que els inversors estan molt menys disposats a donar suport a iniciatives arriscades.
La manca d’inversors desitjosos condueix al segon problema de l'emprenedoria social: la bretxa salarial. Elkington i Hartigan assenyalen que "la bretxa salarial entre empreses comercials i socials (...) continua sent el problema principal, reduint la capacitat [de les empreses socials] per assolir l'èxit i la viabilitat a llarg termini". Els emprenedors socials i els seus empleats sovint reben salaris mínims o inexistents, especialment al començament de les seves empreses. Així, les seves empreses lluiten per mantenir empleats qualificats i compromesos. Tot i que els emprenedors socials estan abordant els problemes més urgents del món, també han d’enfrontar-se a l'escepticisme i a l’avidesa de la mateixa societat a la qual volen servir.
Una altra raó per la qual els emprenedors socials sovint no tenen èxit és que normalment ofereixen ajuda a aquells que són menys capaços de pagar-la. El capitalisme es basa en l’intercanvi de capital (òbviament, diners) per béns i serveis. No obstant això, els emprenedors socials han de trobar nous models de negoci que no es basin en un intercanvi estàndard de capitals per fer sostenibles les seves organitzacions. Aquesta autosostenibilitat és la que distingeix les empreses socials de les organitzacions benèfiques, que confien gairebé íntegrament en donacions i finançament extern.

## Història
L'emprenedoria social és diferent del concepte d'emprenedoria, tot i que comparteix diverses similituds amb el seu parent empresarial. [Jean-Baptiste Say] (1767-1832), un economista francès, va definir un emprenedor com una persona que "emprèn" una idea i canvia les perspectives de manera que altera l'efecte que una idea té sobre la societat. Say defineix l'emprenedor com algú que "trasllada els recursos econòmics a una àrea de menor intensitat i a una de major productivitat i major rendiment". La diferència entre "emprenedoria" i "emprenedoria social", però, prové del propòsit d'una creació. Els emprenedors socials intenten transformar les societats en general, en lloc de transformar el seu beneficimarge de benefici, com solen fer els emprenedors clàssics. Els emprenedors socials utilitzen diversos recursos per portar les societats a un millor estat de benestar.
El concepte d'"emprenedoria social" no és una idea nova, però a la dècada de 2000 s'ha popularitzat més si cal en la societat i la recerca acadèmica, sobretot després de la publicació de The Rise of the Social Entrepreneur de Charles Leadbeater. Moltes activitats relacionades amb el desenvolupament de la comunitat i amb un propòsit social més alt entren dins de la definició moderna d’emprenedoria social. Malgrat la definició establerta actualment, l'emprenedoria social continua sent un concepte difícil d'afitar, ja que es pot manifestar de múltiples maneres. Una definició àmplia del concepte permet investigar interdisciplinàriament per comprendre i desafiar les nocions que hi ha darrere de l'emprenedoria social. Independentment del sector de la societat en què es trobin determinades organitzacions (és a dir, corporacions o agrupacions no constituïdes formalment, societats, associacions o cooperatives), l'emprenedoria social se centra en l’impacte social que té com a objectiu un esforç. Que l'emprenedoria social sigui o no altruista és menys important que l'efecte que té en la societat.
Els termes emprenedor social i emprenedoria social van ser utilitzats per primera vegada en la literatura el 1953 per H. Bowen al seu llibre Social Responsibility of the Businessman. Els termes es van popularitzar als anys vuitanta i noranta, promoguts per Bill Drayton, Charles Leadbeater i altres. Des de la dècada de 1950 fins a la dècada de 1990, el polític Michael Young va ser un dels principals promotors de l'emprenedoria social, fins al punt que als anys vuitanta, el professor Daniel Bell de la Universitat Harvard el va descriure com “l'emprenedor d’empreses socials amb més èxit del món”. Young va crear més de seixanta noves organitzacions a tot el món, inclosa l'Escola per a Emprenedors Socials (SSE, per les inicials en anglès) que està present al Regne Unit, Austràlia i Canadà i que dona suport a les persones a realitzar el seu potencial i a establir, escalar i mantenir empreses socials i empresaris socials. Un altre emprenedor social britànic notable és Andrew Mawson, que va ser distingit el 2007 amb l'Orde de l'Imperi Britànic gràcies al seu treball de regeneració urbana, inclòs el Bromley by Bow Center a l'est de Londres. Tot i que els termes són relativament nous, els emprenedors socials i l'emprenedoria social es poden trobar al llarg de la història. Una llista d'algunes persones dignes de menció, i el treball de les quals exemplifica la definició moderna de "emprenedoria social", inclou Florence Nightingale, fundadora de la primera escola d'infermeria i desenvolupadora de pràctiques d'infermeria modernes; Robert Owen, fundador del moviment cooperativista; i Vinoba Bhave, fundadora del Land Gift Movement de l'Índia. Durant els segles XIX i XX, alguns dels emprenedors socials amb més èxit van estar a cavall entre els mons cívic, governamental i empresarial. Aquests pioners van promoure noves idees que van ser adoptades pels principals serveis públics en matèria de benestar, escoles i salut.

## Ecosistema d’emprenedoria social
El marc de l'ecosistema pot ser molt útil per als emprenedors socials a l’hora de formular la seva estratègia. La necessitat de comprendre l'ecosistema de les empreses socials ha anat guanyant suport cada vegada més, a mesura que els investigadors subratllen la importància dels factors contextuals, que donen suport i restringeixen les empreses socials. Els investigadors assenyalen que cal comprendre els ecosistemes de les empreses socials, ja que sovint operen en un context altament localitzat, en interacció amb petits actors locals, però que també poden estar íntimament connectades a altres sistemes que operen en un entorn més ampli (regional, a nivell de país o fins i tot mundial) que influeixen en el seu entorn més proper.
Molts investigadors com P. N. Bloom i J. G. Dees van intentar desenvolupar un model d’ecosistema per a emprenedors socials. El model d’ecosistema proposat per ells comprèn tots els actors que operen a l'ecosistema, així com l'entorn més ampli, les lleis, les polítiques, les normes socials, les tendències demogràfiques i les institucions culturals amb els que conviuen els actors. De la mateixa manera, Dees et al. (2008) van desenvolupar un marc per descriure els elements clau de l'ecosistema d’emprenedoria social en què organitzaven els elements en dues grans categories: la infraestructura de capital i els factors del context.
Més recentment, el 2020, Debapratim Purkayastha, T. Tripathy i B. Das van ampliar la literatura sobre l'ecosistema empresarial a l’àmbit de la política social i l'emprenedoria social. Van desenvolupar un model integral d’ecosistema en el context del sector de microfinances a l'Índia que també poden utilitzar altres empreses socials com a marc per entendre el seu propi ecosistema i formular la seva estratègia. Els investigadors defineixen l'ecosistema com “la complexa i evolutiva xarxa de l’organització focal (empresa social) i de totes les altres persones i organitzacions amb què l’organització focal interactua, inclosos competidors, proveïdors, complementaris, clients, beneficiaris, reguladors, proveïdors de recursos, etc. que s'influeixen directament o indirecta; les seves interaccions, com també l'entorn més immediat i el més ampli (econòmic, social, polític, etc.), on l’organització està influïda i hi resideix ”. El model ajuda a identificar tots els actors del complex ecosistema, la infraestructura de capital i els factors que configuren el context.

## Anys 2000

### Principals organitzacions

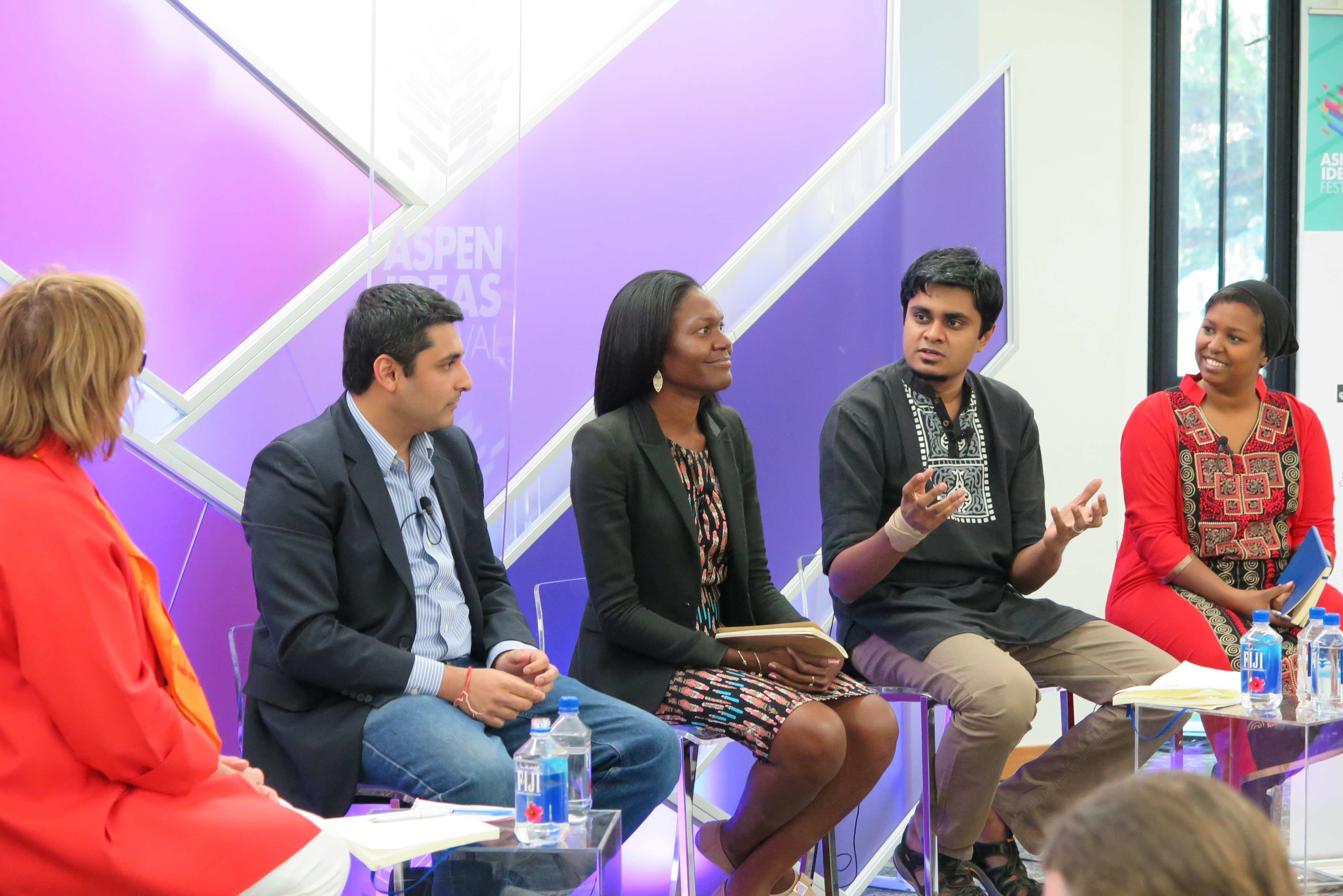
Un panell de debat sobre l'emprenedoria social al sector de la salut el 2015.

Els grups enfocats a l'emprenedoria social es poden dividir en diverses categories: empreses basades en la comunitat, empreses socialment responsables, professionals de la indústria dels serveis socials i empreses socioeconòmiques. Les empreses basades en la comunitat es basen en les empreses socials dirigides a una comunitat sencera, la qual hi participa. Aquestes empreses es basen en la cultura i el capital de la comunitat (per exemple, voluntariat, finançament, donacions en espècie, etc.) per apoderar tant l'empresa com la comunitat. Les empreses socialment responsables se centren en la creació de desenvolupament sostenible mitjançant els seus actes d’organització interna que se centren principalment en la creació de guanys socials per a la comunitat. Els professionals de la indústria dels serveis socials com els treballadors socials i infermeres de salut pública que treballen en serveis socials, ja sigui per a un govern o una organització sense ànim de lucre, tenen com a objectiu ampliar el capital social per a persones, comunitats i organitzacions. Les empreses socioeconòmiques inclouen empreses que equilibren els beneficis econòmics amb objectius sense ànim de lucre, com ara buscar canvis socials per a les comunitats. Algunes organitzacions d’emprenedoria social no són empreses en el sentit empresarial i jurídic del terme; en canvi, poden ser organitzacions benèfiques, organitzacions sense ànim de lucre o organitzacions del tercer del sector.
A més, hi ha organitzacions de suport dedicades a apoderar emprenedors socials, connectar-los amb mentors, enfortir els seus models d’empresa i preparar-los per a inversions de capital. Aquestes incubadores i acceleradores proporcionen espais d’oficines i reunions (sovint gratuïts), assessorament i entrenament per a fundadors i líders d’empreses socials per ajudar-los a desenvolupar les seves empreses millorant l'eficàcia del seu model de negoci, màrqueting i estratègia. Algunes organitzacions acceleradores ajuden els líders emprenedors socials a fer créixer la seva organització, ja sigui acompanyant-la d'una escala local a una escala nacional o d'una escala nacional a una escala mundial. Algunes organitzacions de suport a l'emprenedoria, com pot ser el cas de serveis de promoció econòmica d'ajuntaments, també ofereixen assessorament i acompanyament a emprenedors socials.
Un emprenedor social conegut del sud asiàtic és Muhammad Yunus, que va fundar el Grameen Bank el 1976. És conegut com el "pare del microcrèdit" i va fundar el moviment de microfinances, que té com a objectiu ajudar a milions de persones de les comunitats rurals a accedir a petits préstecs. Pel seu treball, va ser guardonat amb el Premi Nobel de la Pau el 2006. El treball que Yunus va fer a través de Grameen Bank ha estat descrit com d'una influència important en els emprenedors socials posteriors. En canvi, els països més grans d’Europa i Amèrica del Sud han tendit a treballar més estretament amb organitzacions públiques tant a nivell nacional com local.

### Tipus
A El poder de les persones irracionals, John Elkington i Pamela Hartigan descriuen les estructures empresarials dels emprenedors socials sota tres models diferents, aplicables a situacions i contextos econòmics diferents:
1. Sense ànim de lucre palanquejat: aquest model de negoci aprofita els recursos financers i altres de manera innovadora per respondre a les necessitats socials.[47]
2. Sense ànim de lucre híbrid: aquesta estructura organitzativa pot adoptar diverses formes, però és distintiva perquè l’híbrid sense ànim de lucre està disposat a utilitzar el benefici d’algunes activitats per mantenir les seves altres operacions que tinguin un propòsit social o comunitari. Sovint es creen organitzacions sense ànim de lucre híbrides per fer front a fallades governamentals o de mercat, ja que generen ingressos per mantenir l’operació sense necessitat de préstecs, subvencions o altres formes de finançament tradicional.[48]
3. Empresa de negocis socials: aquests models es configuren com a empreses dissenyades per generar canvis a través de mitjans socials. Les empreses de negocis socials van evolucionar gràcies a la manca de finançament. Els emprenedors socials en aquesta situació es van veure obligats a convertir-se en empreses amb ànim de lucre, perquè els préstecs i la venda d'accions o emissió de deute són difícils d’aconseguir per part de les empreses socials.[49]

També hi ha una gamma més àmplia de models de beneficis híbrids, en què una empresa convencional inverteix una part dels seus beneficis en activitats beneficioses socialment, cultural o mediambiental. Els empleats corporatius també poden implicar-se en emprenedoria social, que pot ser amb el suport oficial o no de l'empresa. Això s'ha descrit com a emprenedoria social corporativa.
Una fundació privada ha apostat per un lèxic més precís seguint el model Newman's Own, ja que ha encunyat la frase "Filantropia comercial", on es mantenen i operen empreses comercials, amb tots els ingressos nets destinats a servir les necessitats dels serveis socials.

## Presència internacional
A part de les ja esmentades Ashoka i Schwab Foundation for Social Entrepreneurship, organitzacions com la Skoll Foundation, la Xarxa Omidyar, la Tasamy, Athgo, New Profit Inc., National Social Entrepreneurship Forum, Echoing Green i el Global Social Benefit Institute, entre d'altres, promouen i proporcionen recursos per fer avançar les iniciatives dels emprenedors socials. Les organitzacions estatunidenques solen tenir una postura fortament individualista centrada en un petit grup de líders excepcionals. Per exemple, la Fundació Skoll, creada pel primer president d'eBay, Jeff Skoll, concedeix subvencions per a la creació de capacitats en organitzacions emprenedores socials que ja han assolit un cert nivell d'eficàcia.

## Paper de la tecnologia
Internet, els serveis de xarxes socials i els mitjans socials han estat recursos fonamentals per a l'èxit i la col·laboració de molts emprenedors socials. A la dècada dels anys 2000, Internet s'ha convertit en especialment útil per difondre informació a una àmplia gamma de partidaris de la mateixa opinió en pocs temps, fins i tot si aquestes persones estan disperses geogràficament. A més, Internet permet agrupar recursos (de disseny, de desenvolupament…) mitjançant principis de codi obert. Mitjançant models wiki o enfocaments de crowdsourcing, per exemple, una organització d’emprenedors socials pot aconseguir que centenars de persones de tot un país (o de diversos països) col·laborin en projectes conjunts en línia (per exemple, desenvolupant un pla de negoci o una estratègia de màrqueting per a una emprenedoria social). Aquests llocs web ajuden els emprenedors socials a difondre les seves idees a un públic més ampli, ajuden a la formació i manteniment de xarxes de persones afins i ajuden a vincular possibles inversors, donants o voluntaris amb l’organització. Això permet als emprenedors socials assolir els seus objectius amb poc o cap capital inicial i amb poques o cap inversió en instal·lacions de "totxana" (com espais llogats). Per exemple, l’augment de la tecnologia adequada de codi obert com a paradigma de desenvolupament sostenible permet a persones de tot el món col·laborar en la solució de problemes locals, de la mateixa manera que el desenvolupament de programari de codi obert potencia la col·laboració d’experts en programari de tot el món.

## Opinió pública

### Polèmica
Moltes iniciatives dutes a terme per emprenedors socials, tot i ser innovadores, han tingut problemes per convertir-se en iniciatives sostenibles i efectives que, en última instància, hagin estat capaces de créixer i arribar a la societat en general (limitant l'impacte a una comunitat o grup de persones reduïts). Es van desenvolupar compromisos en iniciatives socials que sovint no arribaven a grans públics ni ajudaven a comunitats grans. Atès que el concepte d’emprenedoria social s'ha popularitzat a la dècada dels anys 2000, alguns defensors suggereixen que cal que hi hagi una certa estandardització del procés a l’hora d’ampliar els esforços socials per augmentar l’impacte d’aquestes empreses a tot el món.
És possible que els responsables polítics de tot el món necessitin obtenir més informació sobre les iniciatives socials per augmentar la sostenibilitat, l'eficàcia i l'eficiència d’aquests projectes. La participació i col·laboració entre corporacions privades i organismes públics permet un major suport per dur a terme iniciatives d’emprenedoria social, una major rendició de comptes en ambdós extrems i una major connexió amb comunitats, persones o organismes que ho necessiten. Per exemple, les organitzacions privades o organitzacions sense ànim de lucre han abordat problemes d'atur en comunitats. Un desafiament és que, en alguns casos, els emprenedors socials només poden proposar solucions a curt termini o que no puguin ampliar la seva organització virtual, en línia, a un grau més gran per maximitzar el nombre de persones que s'ajuden. Els programes públics són capaços d’abordar grans problemes; no obstant això, sovint hi ha poca col·laboració entre governs i emprenedors socials, cosa que pot haver limitat l'eficàcia de l'emprenedoria social. Aquesta manca de col·laboració intersectorial pot conduir a l'estancament, si la motivació i objectius de les empreses socials i els dels gestors polítics i programes públics no estan alineats. La formulació de polítiques públiques i el desenvolupament de la realització de programes governamentals solen tenir prioritats diferents a les dels emprenedors socials, cosa que resulta en un alentiment del creixement i l'expansió d’iniciatives socials.
Atès que l'emprenedoria social només ha començat a agafar impuls als anys 2000, els emprenedors socials actuals estan animant els defensors i activistes socials a convertir-se en emprenedors socials innovadors. Augmentar l’abast i l'escala de l'emprenedoria social pot augmentar la probabilitat d’aconseguir una iniciativa eficient, sostenible i eficaç; tot i que també pot fer que l'emprenedoria social sigui més difícil. L’augment de la participació crida més l’atenció a les iniciatives d’emprenedoria social dels responsables polítics i de les empreses privades. La participació creixent de les empreses i els governs pot ajudar a enfortir l'emprenedoria social, ja que pot conduir a canvis en les polítiques i al desenvolupament de programes de formació i programes de desenvolupament de lideratge per a emprenedors socials. Simultàniament, la investigació demostra que a mesura que els emprenedors socials intenten ampliar el seu impacte i ampliar els seus esforços, les institucions externes tindran un paper clau a jugar, tard o d'hora, en el seu èxit.